# Wyciskanie platformy

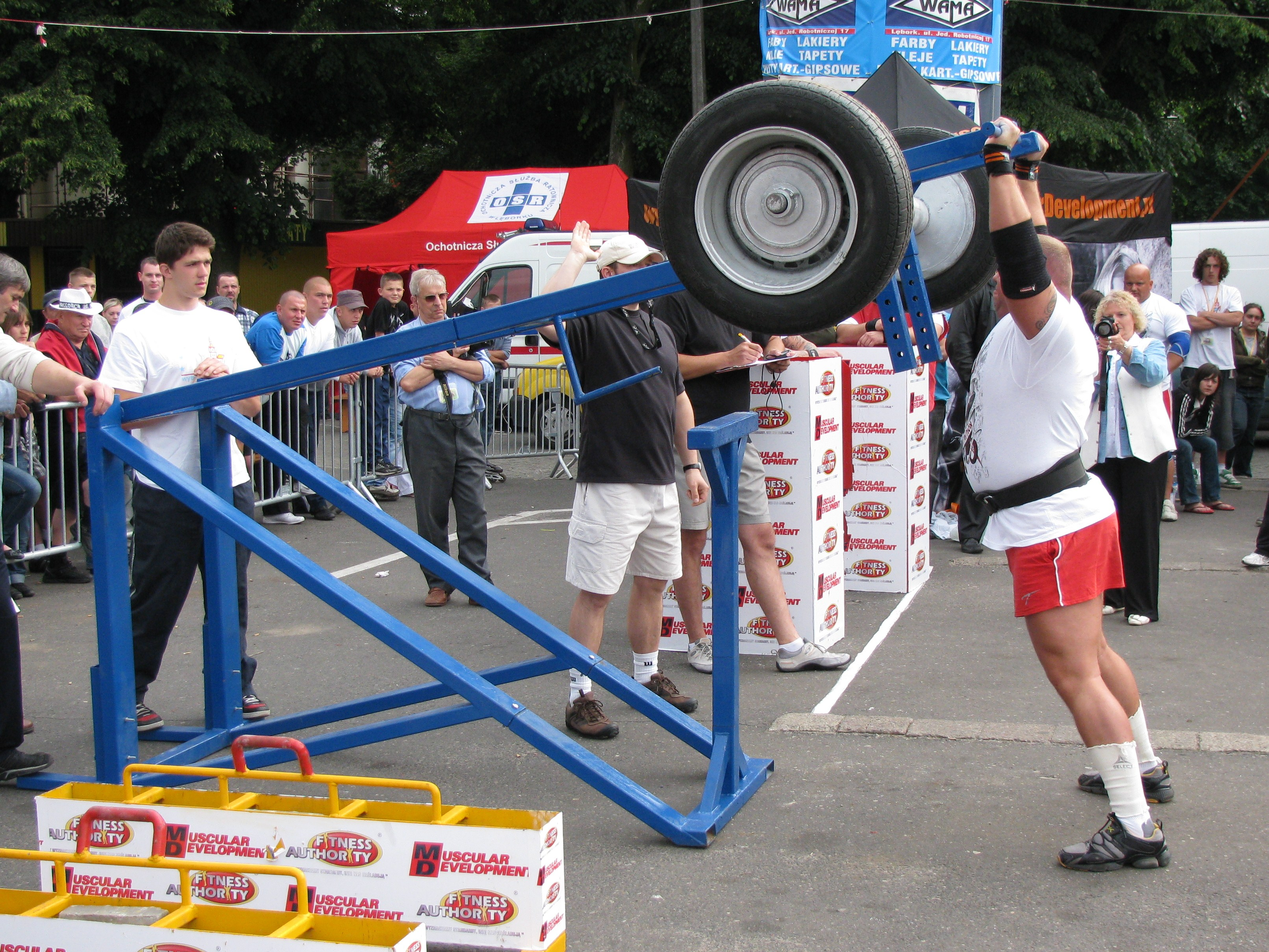
Wyciskanie platformy.

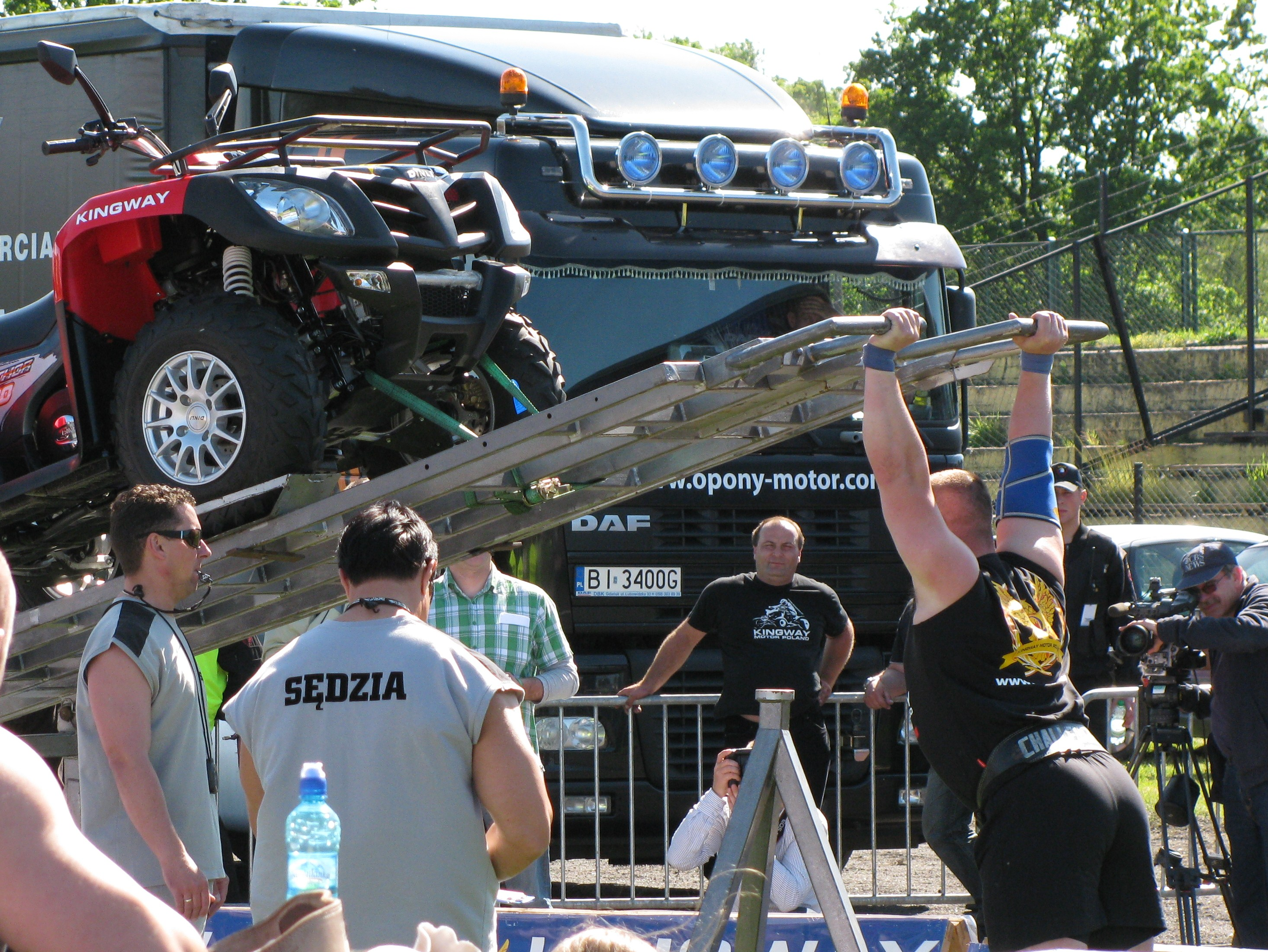
Wyciskanie platformy obciążonej quadem.

Wyciskanie platformy – (ang. Viking Press) konkurencja zawodów siłaczy.
Zadaniem zawodnika jest wielokrotne podniesienie oburącz ciężaru, z wysokości barków, do pełnego wyprostowania rąk.
Ciężar ma formę płaskiej platformy (ramy) opartej i trwale przymocowanej zawiasem na jednym z krótszych boków do podstawy. Zawodnik unosi przeciwległy bok.
Konkurencja rozgrywana jest bez limitu czasu. Opuszczenie platformy na podstawę kończy konkurencję. Wygrywa zawodnik, który wykonał największą liczbę powtórzeń.
Masa, którą rzeczywiście unosi zawodnik wynosi najczęściej od 140 kg do 200 kg. Dla zwiększenia widowiskowości konkurencji platformę obciąża się dużym przedmiotem powszechnego użycia (np. jakimś urządzeniem lub maszyną).

## Rekordy świata
- Aktualny rekord świata w Wyciskaniu platformy należy do Ervina Katony ( Serbia):

31 października 2009 r. 155 kg powtórzył 18 razy.